# Raft River
Der Raft River ist ein etwa 174 km langer Nebenfluss des Snake River im nördlichen Utah und im südlichen Idaho in den USA.

## Verlauf und Einzugsgebiet
Das Quellgebiet des Raft River befindet sich hauptsächlich auf der Ostseite der Albion Mountains, südöstlich von Oakley (Idaho). Aber sein Nebenfluss Clear Creek entwässert auch die Nordseite der Raft River Mountains in Utah, und Bäche aus der nahe gelegenen Grouse Creek Range fließen ebenfalls in den Raft River. Teile der Black Pine Mountains und der Sublett Mountains befinden sich ebenfalls im Einzugsbereich des Flusses. Der Raft River fließt im Allgemeinen nach Norden, um im Cassia County in den Snake River zu münden.
Das Einzugsgebiet des Raft River umfasst Teile des Sawtooth National Forest und hat eine Fläche von etwa 3900 km², davon etwa 95 % in Idaho und 5 % in Utah.

## Geschichte
Der Name „Raft River“ entstand, weil die Pioniere des Oregon Trail den Fluss mit Flößen (englisch raft) überqueren mussten; aufgrund von Biberdämmen war die Umgebung des Flusses vielfach überflutet.
Der Oregon Trail überquerte den Raft River ungefähr 3 km südlich der Interstate 86. Am Raft River „teilten sich die Wege“ (englisch parting of the ways): Der Oregon Trail führte weiter nach Westen und der California Trail verlief von hier aus nach Süden.